# Чиппева-Фолс (тауншип, Миннесота)
Чиппева-Фолс (англ. Chippewa Falls) — тауншип в округе Поп, Миннесота, США. На 2000 год его население составило 231 человек.

## География
По данным Бюро переписи населения США площадь тауншипа составляет 91,6 км², из которых 88,7 км² занимает суша, а 2,9 км² — вода (3,17 %).

## Демография
По данным переписи населения 2000 года здесь находились 231 человек, 97 домохозяйств и 67 семей.  Плотность населения —  2,6 чел./км².  На территории тауншипа расположено 127 построек со средней плотностью 1,4 построек на один квадратный километр. Расовый состав населения: 99,57 % белых и 0,43 % афроамериканцев.
Из 97 домохозяйств в 26,8 % воспитывались дети до 18 лет, в 62,9 % проживали супружеские пары, в 2,1 % проживали незамужние женщины и в 29,9 % домохозяйств проживали несемейные люди. 24,7 % домохозяйств состояли из одного человека, при том 9,3 % из — одиноких пожилых людей старше 65 лет. Средний размер домохозяйства — 2,38, а семьи — 2,88 человека.
21,2 % населения — младше 18 лет, 5,6 % — в возрасте от 18 до 24 лет, 26,4 % — от 25 до 44, 32,0 % — от 45 до 64, и 14,7 % — старше 65 лет. Средний возраст — 42 года. На каждые 100 женщин приходилось 99,1 мужчин.  На каждые 100 женщин старше 18 приходилось 116,7 мужчин.
Средний годовой доход домохозяйства составлял 36 071 доллар, а средний годовой доход семьи —  37 679 долларов. Средний доход мужчин —  26 875  долларов, в то время как у женщин — 18 333. Доход на душу населения составил 19 653 доллара. За чертой бедности находились 2,6 % семей и 3,5 % всего населения тауншипа, из которых 9,3 % младше 18 лет.